# 萨维奇武器公司
萨维奇武器公司（英語：Savage Arms Company），也称萨维奇运动公司（英語：Savage Sports Corporation），是一家总部在马萨诸塞州韦斯特菲尔德并在加拿大安大略省彼得堡县有分公司的美国枪械制造公司，在2019年前是维斯塔户外公司（Vista Outdoor）下属的子公司。公司主要生产凸缘底火和中央底火步枪以及史蒂文斯品牌的单发步枪和霰弹枪。萨维奇公司历史上最有名的产品是已经停产的萨维奇99型（Savage Model 99）杆动步枪、现在的主力品牌萨维奇110型系列，以及20世纪初研发的.300口径萨维奇弹（.300 Savage，.308口径温彻斯特弹的前身）和.303萨维奇弹（.303 Savage）。
根据美国烟酒枪炮及爆炸物管理局（ATF）2015年公布的数据，萨维奇现为美国总规模第三大的步枪制造公司，销售量仅次于雷明登和斯特姆−儒格。

## 公司历史

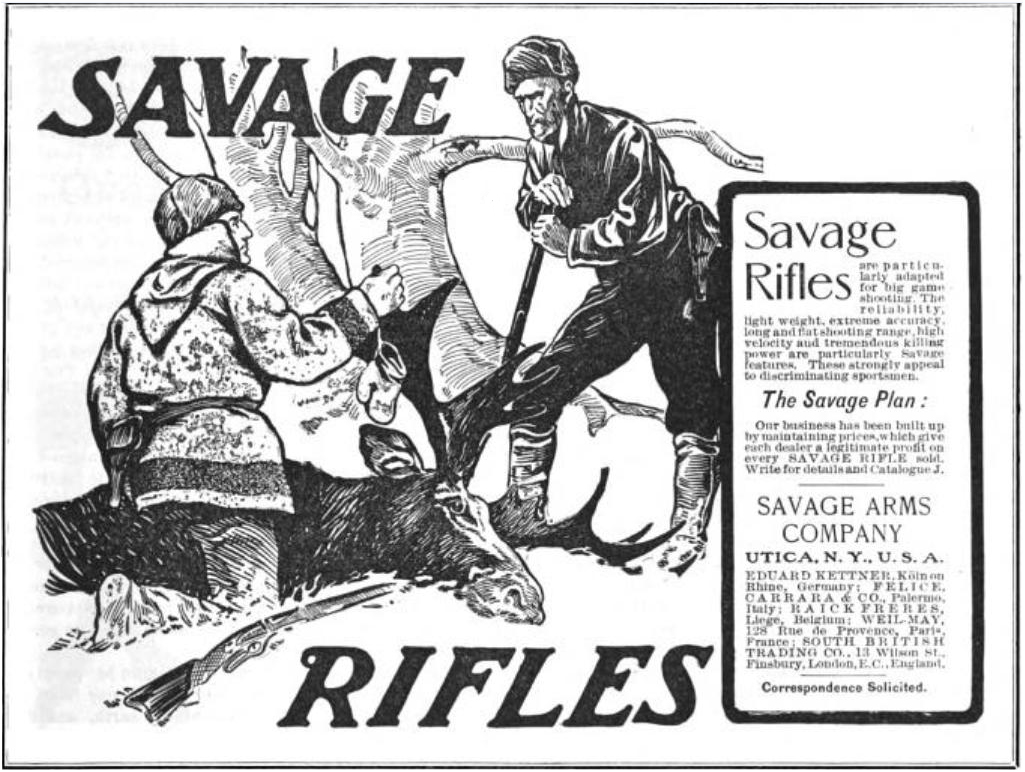
1904年萨维奇的步枪广告

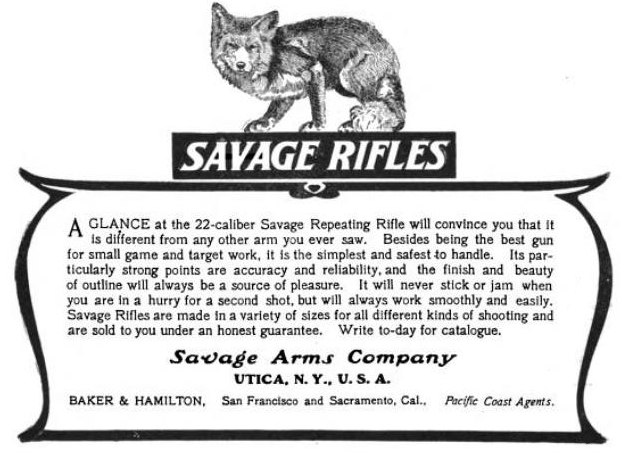
1904年萨维奇的步枪广告

萨维奇连发武器公司（Savage Repeating Arms Co.）于1894年由亚瑟·萨维奇（Arthur William Savage，1857～1938）在纽约州由提卡创建，建厂之初20年间主要生产步枪、手枪和弹药。萨维奇本人之前曾为柯尔特公司设计了一款1892型杆动步枪，但是没能赢得美国陆军的合同竞标。但是在1892型的基础上，萨维奇设计出了第一把无击锤的杆动步枪——萨维奇1895型，并且赢得了纽约州国民卫队的合同（但之后因为政治原因被取消了）。1895型之后又被改进成了更成功的1899型（后简称“99型”），一直生产到1998年才停产。公司与1897年融资更名为萨维奇武器公司。
萨维奇公司是当年竞标美国陆军.45口径半自动手枪的六个公司之一，并进入最后两强，但输给了柯尔特的M1911手枪。萨维奇于竞标失败的.45口径原型手枪（就是后来的1907型）基础上，用同一专利推出了一系列.32 ACP和.380 ACP口径的口袋手枪。

### 两战期间

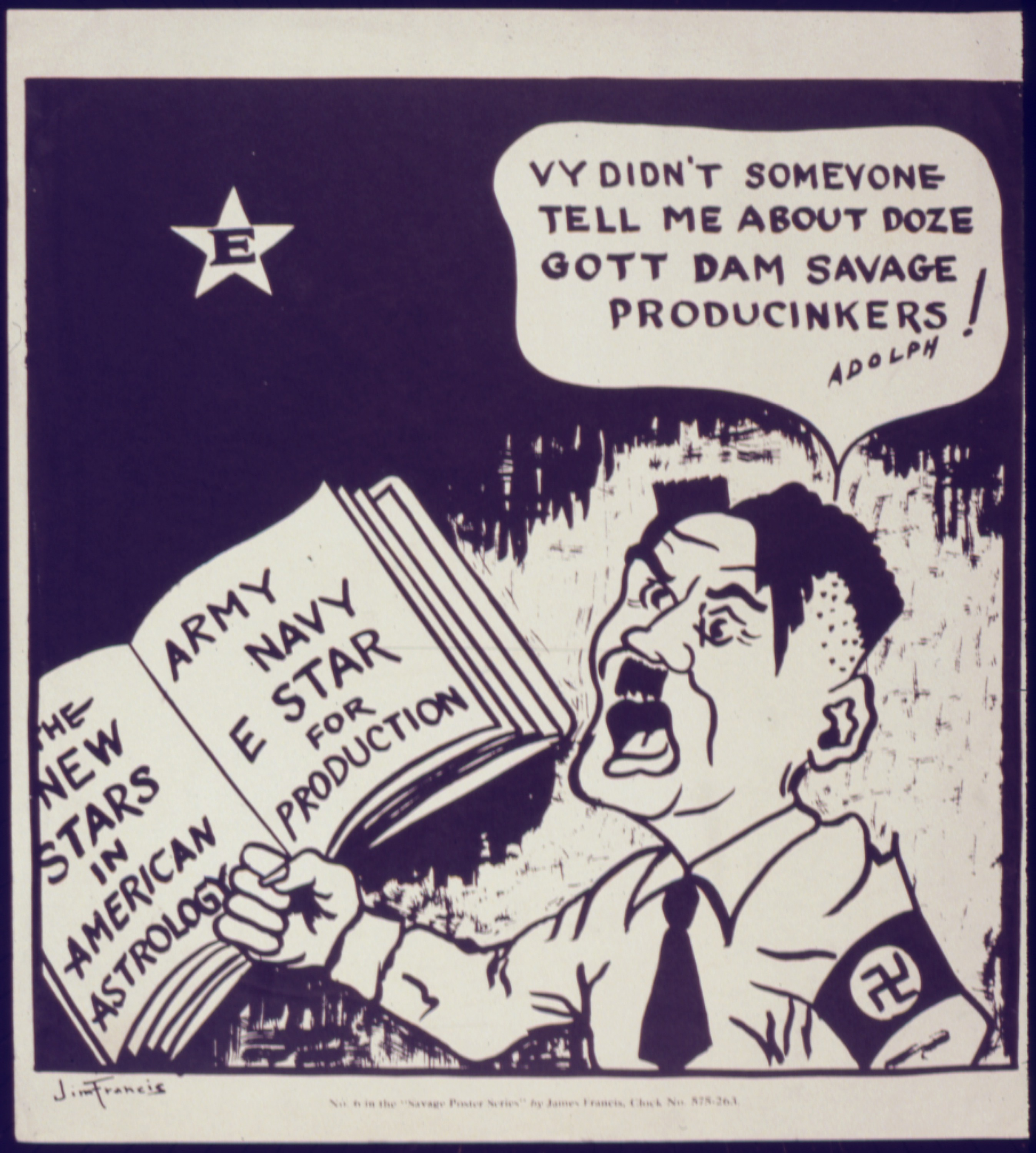
1942～1943年间美国战时生产委员会（War Production Board）夸奖萨维奇公司的宣传海报

第一次世界大战期间，萨维奇与宾夕法尼亚州的德里格斯-西伯里军械公司（Driggs-Seabury Ordnance Company）合并，开始生产刘易斯机枪，同时还为蒙特利尔自卫队生产鸟铳版的1899型。
1919年，纽约州的一个印第安部落酋长“跛鹿”（Chief Lame Deer）找萨维奇买枪，主动提出如果能够减价并且每年支付募捐，就授权让塞维奇使用自己部落头像做商标，双方一拍即合。至今为止，萨维奇公司还在支付这笔年款，但是用了近百年的“野人”商标在2016年因为社会正义战士各类“种族主义”的抗议和指控而放弃不用了。
1920年，萨维奇公司收购了马萨诸塞州奇科皮的史蒂文斯武器公司（Stevens Arms）。1921年七月，萨维奇公司向纽约州申请了五份21416美元的六年期贷款用来购买政府与一战时修起的建筑作为扩建厂房。1929年，萨维奇公司收购了费城的福克斯枪械公司（A.H. Fox Gun Company）并将生产线移到了由提卡。
1939年，萨维奇公司推出了当时在美国十分罕见的复合枪——萨维奇24型，并卖出了超过100万支。同时萨维奇还是当时美国为数不多的生产草根价码双管霰弹枪的厂家。从1930到1949年间，萨维奇获得勃朗宁公司授权生产勃朗宁Auto-5半自动霰弹枪。
第二次世界大战期间，萨维奇又一次参与军资生产，负责制造重型弹药以及绝大多数服役的汤姆森冲锋枪。除此之外，通过租借法案援助英国的许多李-恩菲尔德4号步枪也是萨维奇生产的。因为战时军方垄断了优质木材的供应，塞维奇民用市场的一些24型复合枪和94型单管霰弹枪开始试用塑料做枪托。在战后一段时间，萨维奇还生产过割草机。

### 战后
1960至1980年代之间，萨维奇公司的业主频繁易手，以至于在1988年因为财政问题（每年亏损2500万美元）申请了破产保护，生产线也因此缩水成仅限于基本型号的110型栓动步枪。同年，史密斯&威森的前工程经理——英国人罗纳德·科伯恩（Ronald Coburn）接管了运营，精简了人员并且关闭了多余的生产线（当时有11条生产线，每条都亏损），开始专注生产单一产品（栓动步枪），公司的命运也开始发生转折。仅仅一年之后，萨维奇摆脱了破产。1992年，萨维奇研发出了为射击场应用的“蜗牛”弹头捕阱，获得了包括军方在内的大量客户的好评。1995年，科博恩和麾下的投资人以3300万美元买下了萨维奇的全部股份，公司再次成为私有企业。
2002年，萨维奇公司率先在市场上推出了一款拉重低且可调但是十分安全的扳机设计，叫做“AccuTrigger”，并因此在2003年获得了卓越射击工业学院“年度最佳制造商”的评价。2007年，萨维奇的93R17 BTVS栓动步枪被英国《射击时刻》（Shooting Times）、《运动枪械》（Sporting Gun）、《射击公报》（Shooting Gazette）等杂志评为“最佳新款步枪”。同年，萨维奇收购了美国最大的复合弓生产商博泰克（BowTech），公司的总裁科博恩也被评为时代传媒的“2007年度风云人物”。2009年，萨维奇又推出新式的“AccuStock”枪托床座系统。
2013年2月5日，执政25年的公司总裁科博恩宣布退休，公司于次日宣布军工巨头阿连特技术系统公司（Alliant Techsystems，简称ATK）的运动集团主席罗恩·约翰逊（Ron Johnson）将接手总裁一职。三个月后，阿连特公司宣布将以3亿1500万美元的价格收购萨维奇公司。因为博泰克并不是收购的一部分，约翰逊决定辞去萨维奇总裁，留在博泰克。萨维奇的首席运营官阿尔·卡斯帕（Al Kasper）接管了总裁一职。2015年，阿连特公司分家，其运动集团更名成为维斯特户外公司（Vista Outdoor），萨维奇成为维斯特的下属企业。

## 现有产品

### 霰弹枪
- 2016年，萨维奇推出了.22 LR/WMR与.410号径霰弹上下合一的42型可拆式复合枪，只需按下一个钮就可以拆卸[15]。

- 史蒂文斯S1200型是史蒂文斯品牌下第一款半自动霰弹枪，使用惯性驱动枪机，重6.8磅（3.1），有26吋和28吋两种口径[16]。

- 萨维奇212型（12铅径）和220型（20铅径）栓动块弹枪，使用AccuTrigger，精确射程最高可达200码[17]。

- 史蒂文斯301型折管单发霰弹枪，有12铅径、20铅径和.410号径三种口径。

- 史蒂文斯320型泵动[[[Wikipedia:格式手册/链接#章節|錨點失效]]]霰弹枪，有12铅径和20铅径两种口径。

- 史蒂文斯555型上下双管霰弹枪，有12铅径、20铅径、28铅径和.410号径四种口径。

- 福克斯A级（Fox A Grade）左右双管霰弹枪，有12铅径和20铅径两种口径。

### 凸缘底火步枪
- 64型（Savage Model 64）：一系列使用.22 LR弹药的反冲枪机半自动步枪，使用10发盒式弹匣，由加拿大的分公司生产，主要针对初学者和小动物猎手市场。和同类的竞争对手（比如儒格10/22和马林60型）不同的是，64型原厂就销售专门的左撇版本。
- 调皮鬼（Savage Rascal）：一系列使用.22 LR弹药的栓动单发步枪。
- Ⅰ型（Savage Mark I）：一系列使用.22 LR弹药的栓动单发步枪。
- Ⅱ型（Savage Mark II）：一系列使用.22 LR弹药的栓动步枪，使用5发盒式弹匣和AccuTrigger扳机。
- 93型（Savage 93）：一系列使用.22 WMR弹药的栓动步枪，使用5发盒式弹匣。在93型的基础上发展出来的93R17型则使用.17 HMR弹药。
- A系列（Savage A Series）：2016年新推出的一个半自动步枪系列，配有10发旋转式弹匣和AccuTrigger扳机，来取代老式的64型。
  - A17：使用.17 HMR弹药，是A系列的首款产品，在2016年被美国全国步枪协会金牛眼奖评为“年度步枪”[18]。
  - A22：使用.22 LR弹药。
  - A22 Magnum：使用.22 WMR弹药。
    - A22R：A22 Magnum的枪栓释放式变种，主要在枪枝管制限制半自动武器的国家（如澳大利亚）销售。
- B系列（Savage B Series）：2017年新推出的一个栓动步枪系列，配有10发旋转弹匣和AccuTrigger扳机，设计理念与A系列相似。
  - B17：使用.17 HMR弹药，用来取代老式的93R17型。
  - B22：使用.22 LR弹药，用来取代老式的Ⅱ型。
  - B22 Magnum：使用.22 WMR弹药，用来取代老式的93型。

### 中央底火步枪
- 110型（Savage Model 110）：栓动步枪，萨维奇的旗舰产品，于1958年设计、1963年注册专利后一直生产至今，在2007年温彻斯特M70步枪停产后成为北美历史上仍有生产的最老的步枪型号。110型多年来衍生了许多其它不同用途的型号，比如10/110、11/111、12/112、14/114、16/116等等。2018年初，萨维奇推出了可以个性化调节的“AccuFit”模块化后托系统，并且将之前的许多衍生型号重新整合归入110型的麾下[19]。
  - 110 Predator：之前的Savage 10/110 Predator
  - 110 Tactical：之前的Savage 10 FCP-SR
  - 110 Hunter：之前的Savage 11/111 FCNS
  - 110 Long Range Hunter：之前的Savage 11/111 Long Range Hunter
  - 110 Scout：之前的Savage 11 Scout
  - 110 Storm：之前的Savage 16/116 Weather Warrior
  - 110 Bear Hunter：之前的Savage 16/116 Bear Hunter
  - 110 Varmint：2018年新推出的型号，使用.22-250 Rem弹药
  - 110 Wolverine：2018年新推出的型号，使用.450 Bushmaster弹药

- 10型（Savage Model 10）：110型的变种，也称“远程”（Long Range）系列。长枪机的型号也叫“110”，但是和主流的110型是不同的。
  - Model 10/110FCP：警用型，使用AccuTrigger扳机、重型浮置式枪管、大号栓把和4发内置弹匣。有.308 Win、.300 Win Mag和.338 Lapua Mag三种口径。
  - Model 10/110 BA Stealth：“战术风格”的警用型，由萨维奇和Drake Associates合作发展，使用5发AICS弹匣、重型浮置枪管、枪口制退器和FAB Defense GLR-16后托。有.223 Rem、6.5mm CM、.308 Win、.300 Win Mag和.338 Lapua Mag五种口径。
  - Model 10/110 Stealth Evolution：和BA Stealth相似，但使用5R膛线和马格普PRS后托。有.223 Rem、6mm CM、6.5mm CM、.308 Win、.300 Win Mag五种口径。

- 11/111型（Savage Model 11/111）：也称“猎手”（Hunter）系列步枪（11型为短枪机型号，111型为长枪机型号），使用较轻枪管，有.204 Ruger、.223 Rem、.22-250 Rem、.243 Win、.25-06 Rem、6.5mm CM、.260 Rem、.270 Win、.270 WSM、.308 Win、.30-06、.300 WSM、.300 Win Mag、7mm-08 Rem、7mm Rem Mag和.338 Win Mag等口径。

- 12/112型（Savage Model 12）：也称“打靶”（Target）系列（12型为短枪机型号，112型为长枪机型号），使用重型枪管，有.204 Ruger、.223 Rem、.22-250 Rem、.243 Win、.260 Rem、6.5mm CM、.308 Win、.308 Palma、.300 WSM、6mm Norma BR、6.5×284 Norma和.338 Lapua Mag等多种口径。

- 116型（Savage Model 116）：因为是不锈钢材料抗腐蚀性较强，也称“风雨”（Weather）系列，使用轻型枪管，现今只有长枪机的116 Trophy Hunter XP仍在生产，其余的几个型号都并入110型。有.25-06 Rem、.270 Win、.30-06、.300 Win Mag、7mm-08、.338 Win Mag等口径。

- 轴心Ⅱ XP型（Savage Axis II XP）：使用较轻枪管，有.223 Rem、.22-250 Rem、.243 Win、6.5mm CM、.25-06 Rem、.270 Win、.308 Win、.30-06、7mm-08 Rem等口径。

- 25型（Savage Model 25）：也称“剿猎”（Varminter）系列，使用较重枪管，有.17 Hornet、.22 Hornet、.204 Ruger、.222 Rem和.223 Rem等多种口径。

- 脉冲（Savage Impulse）：2021年推出的直拉式栓动步枪，分为“猎猪者”（Hog Hunter）、“掠食者”（Predator）和“大猎物”（Big Game）三个型号，有.308 Win、6.5mm CM、.22-250 Rem、.243 Win、.30-06、.300 Win Mag和.300 WSM等口径。

- MSR：意思是“Modern Sporting Rifle”，2017年推出的两款半自动步枪。
  - MSR 10：基于AR-10平台，使用.308 Win弹药，分Competition、Hunter和Long Range三种款式
  - MSR 15：基于AR-15平台，使用.223 Rem/5.56mm NATO和.224 Valkyrie弹药，分Competition、Patrol、Long Range和Recon等款式

## 已停产的产品
因为萨维奇是美国目前仍然从事生产的老牌武器公司之一，详细列举所有的定产型号十分困难。萨维奇停产产品中比较有名的有：
- 史蒂文斯520型霰弹枪
- 史蒂文斯620型霰弹枪
- 萨维奇720型霰弹枪
- 萨维奇745型霰弹枪
- 刘易斯机枪（.30-06口径2500枪支、.303 British口径1050支[20]）